# Ignacy Brzozowski
Ignacy Brzozowski (ur. 1 lutego 1750, zm. 5 lutego 1820 w Połocku) – polski pedagog, profesor Akademii Połockiej, ksiądz katolicki.
Jezuita, do Towarzystwa Jezusowego wstąpił 14 sierpnia 1766 roku, śluby złożył 2 lutego 1784 roku. W latach 1813–1814 Ignacy Brzozowski był sekretarzem Akademii Połockiej.